# جامع الحاج أمين جلبي
مسجد الحاج أمين جلبي وهو من مساجد بغداد القديمة ويقع في محلة رأس القرية شرقي التكية الخالدية، في شارع المستنصر ببغداد، وشيدهُ الحاج أمين، عام 1237هـ/1822م، وشيد فيه مدرسة علمية لتدريس العلوم المختلفة وأوقف لوازمها على أملاكه، وشرط أن يكون للمسجد أماماً وخطيباً ومدرساً وواعظاً ومؤذناً وخادماً، وأول من تصدر في التدريس بهذه المدرسة العلامة السيد محمود الآلوسي، مفتي بغداد، والعلامة عبد المجيد، والشيخ رشيد حسن الكردي، وكان فيها مكتبة ضخمة تضم أمهات الكتب ونوادرها، المخطوطة والمطبوعة.
ولقد أغلقت المدرسة الدينية وألغي التدريس فيها في نهاية عقد الستينيات من القرن العشرين.